# Retrocreuament
|  | No s'ha de confondre amb Tàxon reconstruït. |

El retrocreuament és un encreuament d'un híbrid amb un dels seus progenitors o un individu genèticament similar al seu pare, per tal d'aconseguir descendència amb una identitat genètica més propera a la dels progenitors. S'empra en horticultura, cria d'animals i en la producció d'organismes genoanul·lats.
Els híbrids retrocreuats de vegades es descriuen amb l'acrònim anglès "BC" (Backcrossing), per exemple, un híbrid F1 creuat amb un dels seus pares (o un individu genèticament similar) es pot anomenar híbrid BC1 i un encreuament addicional de l'híbrid BC1 amb el mateix pare (o un individu genèticament similar) produeix un híbrid BC2.

## Plantes

### Avantatges
- Si el pare recurrent és un genotip d'elit, al final del programa de retrocreuament es recupera un genotip d'elit.
- Com que no hi ha recombinació "nova", la combinació d'elit no es perd.

### Desavantatges
- Funciona malament per als trets quantitatius
- Està més restringit per als trets recessius
- A la pràctica, seccions del genoma dels pares no recurrents sovint encara són presents i poden tenir trets no desitjats associats
- Per a creuaments molt amplis, una recombinació limitada pot mantenir milers de gens "estranys" dins de l'elit cultivar
- Calen molts encreuaments per produir un nou cultivar que pot trigar molts anys

### Retrocreuaments naturals
Senecio eboracensis és una espècie híbrida natural de Senecio squalidus i Senecio vulgaris. Es creu que va sorgir a partir d'un retrocreuament de l'híbrid F1 amb S. vulgaris.
Un cop més, les plantes de pèsols alts purs (TT) i els nans purs (tt) quan es creuen en la generació parental, produeixen totes les plantes de pèsols alts eterozigots (Tt) en la primera generació filial. El creuament entre la primera planta filial de pèsols heterozigots alts (Tt) i la planta de pèsols alts purs (TT) o nans purs (tt) de la generació parental és també un exemple del retrocreuament entre dues plantes. En aquest cas, la generació filial formada després del retrocreuament pot tenir una proporció de fenotip de 1: 1 si el creuament es fa amb un pare recessiu o, si no, tots els descendents poden tenir fenotip de tret dominant si el retrocreuament és amb un progenitor que té un tret dominant. El primer d'aquests trets també s'anomena creuament de prova.

### Línies artificialment recombinants
A les plantes, les línies de retrocreuament endogàmic o inbred backcross lines (IBL) es refereixen a les línies (és a dir, poblacions) de plantes derivades del retrocreuament repetit d'una línia amb ADN recombinant artificialment amb el tipus salvatge, operant algun tipus de selecció que pot ser fenotípica o mitjançant un marcador molecular (per a la producció de línies introgressives).

## Animals

Aquesta imatge demostra el retrocreuament d'un ratolí heterozigot des d'un rerefons genètic cap a un altre fons genètic. En aquest exemple, l'eliminació del gen es realitza en cèl·lules 129/Sv i es torna a retrocreuar amb el rerefons genètic C57B/6J. Amb cada retrocreuament successiu, es produeix un augment del percentatge d'ADN C57B/6J que constitueix el genoma de la descendència.

El retrocreuament es pot utilitzar deliberadament en animals per transferir un tret desitjable en un animal d'origen genètic inferior a un animal d'origen genètic preferible. En experiments d'eliminació genètica, en particular, on l'eliminació es realitza en línies de cèl·lules mare fàcilment cultivables, però cal en un animal amb antecedents genètics diferents, l'animal desactivat es retrocreua amb l'animal amb antecedents genètics requerits. Com es mostra a la figura, cada vegada que el ratolí amb el tret desitjat (en aquest cas la manca d'un gen (és a dir, un knock-out), indicat per la presència d'un marcador seleccionable positiu) es creua amb un ratolí de genètica constant d'antecedents, augmenta el percentatge mitjà de material genètic de la descendència que es deriva d'aquests antecents constants. El resultat, després de reiteracions suficients, és un animal amb el tret desitjat amb antecedents genètics desitjats, amb un percentatge de material genètic de les cèl·lules mare originals reduït al mínim (de l'ordre del 0,01%).
A causa de la naturalesa de la meiosi, en què els cromosomes derivats de cada progenitor es barregen aleatòriament i s'assignen a cada gàmeta naixent, el percentatge de material genètic derivat de qualsevol de les línies cel·lulars variarà entre la descendència d'un únic encreuament, però tindrà un valor esperat. Es pot avaluar el genotip de cada membre de la descendència per triar no només un individu que porti el tret genètic desitjat, sinó també el percentatge mínim de material genètic de la línia de cèl·lules mare original.

Una soca consòmica és una soca consanguínia amb un dels seus cromosomes substituïda pel cromosoma homòleg d’una altra soca consanguína mitjançant una sèrie de retrocreuaments assistits per marcador.